# Albuca bifoliata
Albuca bifoliata är en sparrisväxtart som beskrevs av Robert Allen Dyer. Albuca bifoliata ingår i släktet Albuca och familjen sparrisväxter. Inga underarter finns listade i Catalogue of Life.